# Pan troglodytes schweinfurthii
El chimpancé oriental o chimpancé del este (Pan troglodytes schweinfurthii) es una subespecie de Pan troglodytes (chimpancé común). Se encuentra en la República Centroafricana, Sudán, la República Democrática del Congo, Uganda, Ruanda, Burundi, Tanzania, y Zambia.
La Lista Roja de la UICN de 2007 lo clasificó como animal en peligro. Aunque el chimpancé común es el más abundante y extendido de los grandes simios no humanos, los descensos recientes en el África Oriental se espera que continúen debido a la caza y la destrucción del hábitat. A causa de que los chimpancés y los seres humanos son tan fisiológicamente similares, los chimpancés sucumben a muchas enfermedades que afligen a los seres humanos.[cita requerida] Si no se gestiona adecuadamente, la investigación y el turismo también presentan un riesgo de transmisión de enfermedades entre humanos y chimpancés.